# Episodi di Living Single (terza stagione)
La terza stagione della serie televisiva Living Single è stata trasmessa in anteprima negli Stati Uniti d'America dalla Fox tra il 31 agosto 1995 e il 9 maggio 1996.
| nº | Titolo originale                                | Titolo italiano | Prima TV USA      | Prima TV Italia |
| -- | ----------------------------------------------- | --------------- | ----------------- | --------------- |
| 1  | Come Back Little Diva                           |                 | 31 agosto 1995    |                 |
| 2  | The Ex-File                                     |                 | 7 settembre 1995  |                 |
| 3  | On the Rebound                                  |                 | 14 settembre 1995 |                 |
| 4  | Grumpy Old Man                                  |                 | 21 settembre 1995 |                 |
| 5  | Rags to Riches                                  |                 | 28 settembre 1995 |                 |
| 6  | The James Bond                                  |                 | 5 ottobre 1995    |                 |
| 7  | The Handyman Can                                |                 | 12 ottobre 1995   |                 |
| 8  | He Works Hard for the Money                     |                 | 19 ottobre 1995   |                 |
| 9  | Baby I'm Back... Again                          |                 | 2 novembre 1995   |                 |
| 10 | Mr. Big Shot                                    |                 | 9 novembre 1995   |                 |
| 11 | Mommy Not Dearest                               |                 | 16 novembre 1995  |                 |
| 12 | The Following Is a Sponsored Program            |                 | 30 novembre 1995  |                 |
| 13 | Let It Snow, Let It Snow, Let It Snow... Dammit |                 | 14 dicembre 1995  |                 |
| 14 | I'm Ready for My Close-Up                       |                 | 4 gennaio 1996    |                 |
| 15 | Scoop Dreams                                    |                 | 25 gennaio 1996   |                 |
| 16 | Likes Father, Likes Son                         |                 | 1º febbraio 1996  |                 |
| 17 | Wake Up to the Breakup                          |                 | 1º febbraio 1996  |                 |
| 18 | Tibby or Not Tibby                              |                 | 8 febbraio 1996   |                 |
| 19 | Shrink to Fit                                   |                 | 15 febbraio 1996  |                 |
| 20 | Dear John                                       |                 | 29 febbraio 1996  |                 |
| 21 | A Raze in Harlem                                |                 | 7 marzo 1996      |                 |
| 22 | Woman to Woman                                  |                 | 21 marzo 1996     |                 |
| 23 | Glass Ceiling                                   |                 | 4 aprile 1996     |                 |
| 24 | Kiss of the Spider Man                          |                 | 11 aprile 1996    |                 |
| 25 | Whatever Happened to Baby Sister                |                 | 25 aprile 1996    |                 |
| 26 | Compromising Positions                          |                 | 9 maggio 1996     |                 |
| 27 | The Engagement (Part 1)                         |                 | 9 maggio 1996     |                 |